# Nawang-Dash Pelzang
Nawang-Dash Pelzang (* 15. Juli 1951) ist ein ehemaliger bhutanischer Bogenschütze. 

## Karriere
Nawang-Dash Pelzang begann im Alter von 12 Jahren mit dem Bogenschießen und wurde 1979 bhutanischer Meister. Zudem gehörte er der ersten Olympiamannschaft Bhutans bei den Olympischen Sommerspielen 1984 in Los Angeles an. Im Einzelwettkampf belegte er den 55. Rang.